# Elezioni presidenziali in Repubblica Ceca del 2018
Le elezioni presidenziali in Repubblica Ceca del 2018 si tennero il 12-13 gennaio (primo turno) e il 26-27 gennaio (secondo turno).

## Risultati
| Candidati          | Partiti                     | I turno   | I turno | II turno  | II turno |
| Candidati          | Partiti                     | Voti      | %       | Voti      | %        |
| ------------------ | --------------------------- | --------- | ------- | --------- | -------- |
| Miloš Zeman        | Partito dei Diritti Civili  | 1 985 547 | 38,57   | 2 853 390 | 51,37    |
| Jiří Drahoš        | Indipendente                | 1 369 601 | 26,60   | 2 701 206 | 48,63    |
| Pavel Fischer      | Indipendente                | 526 694   | 10,23   |           |          |
| Michal Horáček     | Indipendente                | 472 643   | 9,18    |           |          |
| Marek Hilšer       | Indipendente                | 454 949   | 8,84    |           |          |
| Mirek Topolánek    | Indipendente                | 221 689   | 4,31    |           |          |
| Jiří Hynek         | Realisti                    | 63 348    | 1,23    |           |          |
| Petr Hannig        | Partito del Senso Comune    | 29 228    | 0,57    |           |          |
| Vratislav Kulhánek | Alleanza Democratica Civica | 24 442    | 0,47    |           |          |
| Totale             | Totale                      | 5 148 141 | 100     | 5 554 596 | 100      |